# Mala fama, buena vidha
Mala fama, buena vidha es el segundo álbum de estudio del rapero mexicano Dharius. El álbum fue lanzado el 22 de junio de 2018 por Sony Music.

## Lista de canciones
| N.º | Título                             | Duración |  |
| 1.  | «Mala fama, buena vidha»           | 4:30     |  |
| 2.  | «Te gustan malos»                  | 4:06     |  |
| 3.  | «Mala vibra»                       | 3:46     |  |
| 4.  | «Hey Morra»                        | 3:53     |  |
| 5.  | «Es el pinche Dharius»             | 3:01     |  |
| 6.  | «La Durango»                       | 4:10     |  |
| 7.  | «Me voy a poner bien loco»         | 4:23     |  |
| 8.  | «Allá por Ciudad Juárez»           | 3:46     |  |
| 9.  | «Ando bien amanecido»              | 2:57     |  |
| 10. | «Un camión lleno de puras de esas» | 3:48     |  |
| 11. | «De party sin ti»                  | 3:14     |  |
| 12. | «Perro loco»                       | 3:31     |  |